# Avignon (Quebec)
A Regionalidade Municipal do Condado de Avignon está situada na região de Gaspésie-Îles-de-la-Madeleine na província canadense de Quebec. Com uma área de mais de três mil quilómetros quadrados, tem, segundo o censo de 2005, uma população de cerca de treze mil pessoas sendo comandada pela cidade de Nouvelle. Ela é composta por 13 municipalidades: 1 cidade, 9 municípios, 1 cantão e 2 territórios não organizados.

## Municipalidades

### Cidade
- Carleton-sur-Mer

### Municípios
- Escuminac
- L'Ascension-de-Patapédia
- Maria
- Matapédia
- Nouvelle
- Pointe-à-la-Croix
- Saint-Alexis-de-Matapédia
- Saint-André-de-Restigouche
- Saint-François-d'Assise

### Cantão
- Ristigouche-Partie-Sud-Est

### Territórios não organizados
- Rivière-Nouvelle
- Ruisseau-Ferguson